# Neubüchling
Neubüchling ist ein Ortsteil der Gemeinde Oberschneiding im niederbayerischen Landkreis Straubing-Bogen.

## Geographie und Verkehrsanbindung
Neubüchling liegt fünfeinhalb Kilometer südöstlich des Kernortes Oberschneiding an einer Gemeindeverbindungsstraße zwischen den Kreisstraßen SR 27 und DGF 27. Die Bundesstraße 20 verläuft dreieinhalb Kilometer westlich.
Der nächstgelegene Ort ist der Weiler See vierhundert Meter südlich von Neubüchling. Im Osten liegt Lindhof und nordwestlich Büchling, jeweils etwa siebenhundert Meter entfernt. Die Gemeindegrenze zwischen Oberschneiding und Wallersdorf, die auch die Kreisgrenze zum Landkreis Dingolfing-Landau ist, verläuft unmittelbar östlich und südlich von Neubüchling.
Am nördlichen Ortsrand fließt der Steinfürther Mühlbach nach Osten.

## Geschichte
Namensgebend war der wesentlich ältere Nachbar-Ortsteil Büchling. In den Daten der Volkszählungen wurde der Ort erstmals 1970 erwähnt und als Siedlung der Gemeinde Großenpinning im Landkreis Landau an der Isar mit 16 Einwohnern bezeichnet.  Am 1. Mai 1978 kam der Ort im Zuge der Gebietsreform in Bayern bei der Auflösung der Gemeinde Großenpinning zur Gemeinde Oberschneiding im Landkreis Straubing-Bogen. Bei der Volkszählung am 25. Mai 1987 wurden fünf Wohngebäude mit acht Wohnungen und 20 Einwohnern erfasst und der Ort nun als Weiler bezeichnet. Im Jahr 2017 bestanden sieben Wohngebäude.